# Cabo de Howth
El cabo de Howth (en inglés: Howth Head, en irlandés: Ceann Binn Éadair) es un cabo que arranca en la localidad de Sutton, al noreste de Dublín, en el Condado administrativo de Fingal, Condado de Dublín, República de Irlanda. La principal población que ocupa el cabo es Howth.

## Descripción

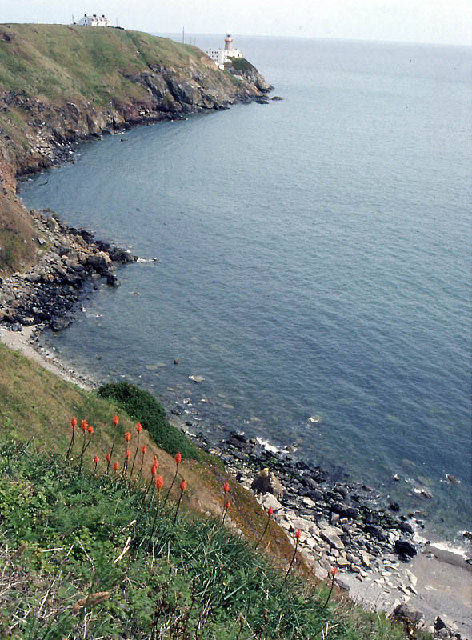
Vista de los acantilados del Cabo de Howth. Al fondo el Faro de Baily.

La primera mención al cabo aparece en un mapa atribuido a Ptolomeo donde era llamada Edri Deserta. En él aparece represenado como una isla, tal y como era antiguamente. Hoy en día es un tómbolo, una antigua isla conectada a tierra por una estrecha franja de tierra, y forma el litoral norte de la bahía de Dublín. Gran parte del cabo es escarpado, con una cota máxima de 171 metros de altitud y altos acantilados sobre el mar. En uno de esos acantatilados en la parte sur del cabo está instalado el Faro de Baily, uno de los más antiguos e importantes faros de Irlanda.